# Pino Gentile
Giuseppe Gentile, detto Pino (Cosenza, 15 gennaio 1944), è un politico italiano.

## Biografia
Nato a Cosenza nel 1944, è il fratello maggiore di Antonio Gentile, più volte deputato e sottosegretario.
Ha lavorato come funzionario per l'Istituto autonomo case popolari (IACP) della città e ha intrapreso la carriera politica nelle file del Partito Socialista Italiano a partire dal 1962. Dal 1982 al 1985 è stato sindaco di Cosenza. Nel 1985 è stato eletto al Consiglio regionale della Calabria, rimanendovi ininterrottamente per sette legislature fino al 2020. 
Dopo lo scioglimento del PSI ha aderito a Forza Italia, poi Popolo della Libertà e infine al Nuovo Centrodestra. È stato più volte assessore regionale (alla pubblica istruzione, al bilancio, all'industria, agli enti locali e turismo) e per due volte vice-presidente del consiglio (1988-1990, 2014-2020). Dal 2009 al 2014 è stato anche consigliere provinciale a Cosenza.